# Mafosfamida
Mafosfamida (DCI) é uma oxazafosforina (como uma ciclofosfamida), um agente alquilante sob pesquisas como um quimioterápico. Vários ensaios clínicos de Fase I tem sido completados.